# Roberto Lopes (ator)
José Roberto de Azevedo Lopes (Rio de Janeiro, 29 de dezembro de 1951 – Rio de Janeiro, 18 de novembro de 2020) foi um ator brasileiro.

## Biografia
Foi criado em São Paulo, onde começou sua carreira ao lado do pai, também ator, Edmundo Lopes na telenovela Tilim em 1970 na TV Record. A partir daí, mais de 30 peças incorporam-se ao currículo. Além de mais de 40 “Você Decide”, “Caso Verdade”, telenovelas e minisséries.

## Vida Pessoal
Teve mais dois relacionamentos anteriores, duas filhas: Luciana e Carolina. Foi casado com Ana Maria Palocco de 1977 até o início da década de 1980, uma filha: Carolina. Namorou com a produtora Angela Wildhagen. Era casado com Maria Irma Ferrari de 1985 a 2020.

## Morte
Estava internado em decorrência de complicações de uma enfisema, quando sofreu um AVC, entrou em coma e faleceu em 18 de novembro de 2020.

## Filmografia

### Televisão
| Ano  | Título                   | Personagem                | Notas                              |
| ---- | ------------------------ | ------------------------- | ---------------------------------- |
| 2018 | Magnífica 70             | Sargento                  | Episódio: "O Dia Seguinte"         |
| 2016 | A Terra Prometida        | Kruga                     |                                    |
| 2013 | Saramandaia              | Preso da delegacia        | Participação Especial              |
| 2009 | Vende-se um Véu de Noiva | Fabrício                  |                                    |
| 2009 | A Lei e o Crime          | Lobato                    |                                    |
| 2008 | Casos e Acasos           | Garçom                    |                                    |
| 2008 | Guerra e Paz             | Pajé                      | 2 episódios                        |
| 2007 | Duas Caras               | Professor Gilmar          |                                    |
| 2004 | Senhora do Destino       | Delegado Aberaldo Paredes |                                    |
| 2002 | O Clone                  | Delegado Roberto          |                                    |
| 2000 | Uga Uga                  | Leão                      |                                    |
| 1999 | Você Decide              | Menfisto                  | Episódio: "Profissão: Viúva"       |
| 1998 | Você Decide              | Estuprador                | Episódio: "Vida"                   |
| 1998 | Torre de Babel           | Delegado Jorge Machado    | Participação Especial              |
| 1997 | Mandacaru                | Chico Pentecostes         |                                    |
| 1996 | Caça Talentos            | Zé do Bode                |                                    |
| 1996 | Você Decide              | Roberto                   | Episódio: "Testemunha de Acusação" |
| 1995 | Irmãos Coragem           | Damião                    |                                    |
| 1992 | Tereza Batista           | Dalmo Coca                |                                    |
| 1992 | Deus Nos Acuda           | Delegado                  |                                    |
| 1991 | Meu Marido               | Victor                    |                                    |
| 1990 | Gente Fina               | Gerente do banco          |                                    |
| 1988 | Abolição                 | Leonardo Coimbra          |                                    |
| 1987 | Sassaricando             | Farnésio                  |                                    |
| 1987 | Corpo Santo              | Anísio                    |                                    |
| 1981 | O Amor é Nosso           | Arthur                    |                                    |
| 1977 | Um Sol Maior             | Wilson                    |                                    |
| 1970 | Tilim                    | —                         |                                    |

## Teatro
- Quem Tem Medo de Virgínia Woolf – direção: Antunes Filho
- Caixa de Sombras – direção: Emílio di Biasi
- Lição de Anatomia – direção: Carlus Mattus
- Vargas – direção:  Flávio Rangel
- Hamlet – direção: Marcos Alvisi
- Freud e o Visitante – direção: Cláudio Cavalcante
- As Tias – direção: Luiz de Lima
- O Ultimo Machão – direção: Luca de Castro
- Abajur Lilás – direção: Antônio Pedro
- O Avarento – direção: João Betencourt
- Amigas Para Sempre – direção: Rogério Fabiano
- As Eruditas  - direção : Luiz Henrique
- Otelo - direção: Diogo Vilela – Marcos Alvisi
- Dialogo dos Pênis: Direção - Carlos Eduardo Novaes

### Cinema
| Ano  | Título                   | Personagem |
| ---- | ------------------------ | ---------- |
| 1985 | O Desejo da Mulher Amada | Jonas      |
| 1983 | Estranhas Relações       | Pig        |